# Старый Сейм (река, Черниговская область)
Старый Сейм (укр. Старий Сейм) — левый приток Сейма, протекающий по Корюковскому району (Черниговская область, Украина); один из рукавов в долине Сейма, образованный вследствие русловых процессов: русловая многорукавность. Со временем нижнее течение трансформировалось в озеро-старицу, верхнее — представляет из себя пересыхающий водоток.

## География
Длина — 2,5 км.
Русло сильно-извилистое с крутыми поворотами (меандрированное). Долина реки сливается с долиной Сейма. В верхнем течении пересыхает.
Река берёт начало, ответвляясь от основного русла Сейма, севернее села Долинское. Река течёт на северо-запад, затем юго-запад. Впадает в Сейм (на 2-м км от её устья) севернее села Долинское.
Пойма частично занята лесными насаждениями.
Притоки: нет.
Населённые пункты на реке (от истока к устью) нет